# Capanna di tronchi

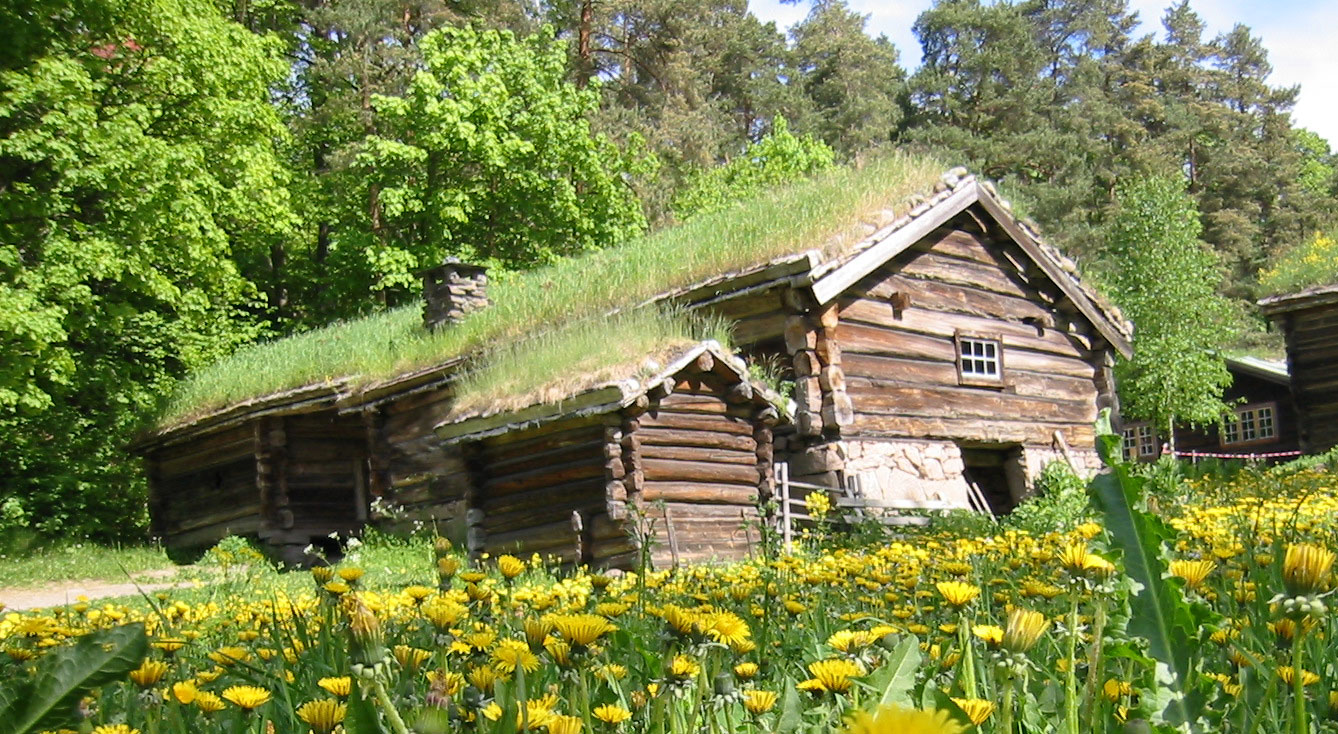
Capanne di tronchi, Norskfolkemuseum, Bygdøy, Oslo.

Una capanna di tronchi  è una specie di casetta di legno, tipica delle regioni rurali degli Stati Uniti e del Canada, dove sono tuttora diffuse, ma storicamente la costruzione con tronchi ha radici nella Scandinavia, sulle Alpi e nell'Europa dell'Est: i primi edifici di tronchi probabilmente si costruirono nell'Europa del Nord durante l'Età del bronzo (circa 3500 a.C.).

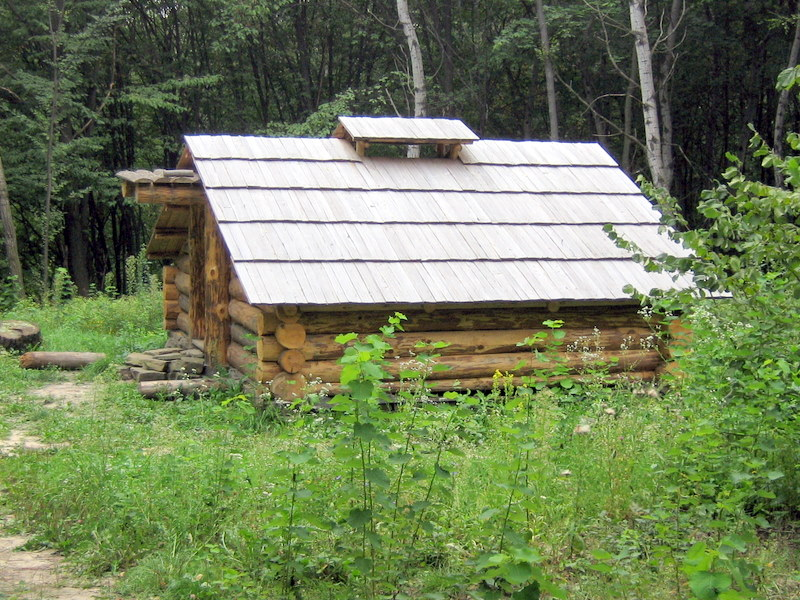
Capanna di un tagliaboschi, Pyrohiv, Ucraina.

## Simbolismo

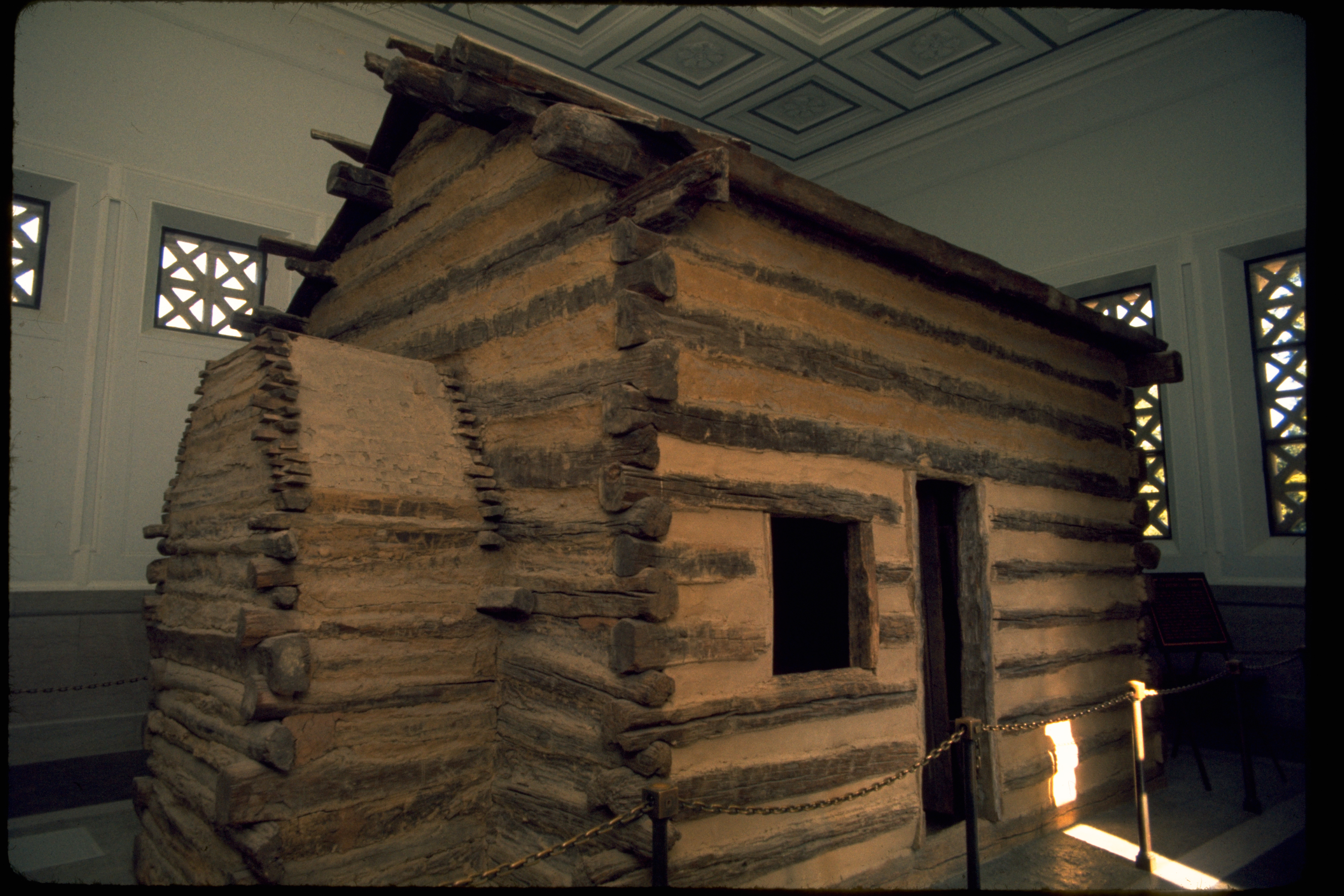
Capanna di tronchi al luogo di nascita di Abraham Lincoln.

Da due secoli la capanna di tronchi è un simbolo delle origini umili dei politici statunitensi. Sette presidenti statunitensi nacquero in tali capanne, il più famoso fu Abraham Lincoln.